# أنور فيليبس
أنور فيليبس (بالإنجليزية: Anwar Phillips)‏ هو لاعب كرة قدم أمريكية أمريكي، ولد في 25 أكتوبر 1982 في سانت بيترسبرغ في الولايات المتحدة.

## وصلات خارجية
- أنور فيليبس على موقع مرجع كرة القدم المحترفة.كوم (الإنجليزية)